# Arthropteris paucivenia
Arthropteris paucivenia är en spjutbräkenväxtart som först beskrevs av Carl Frederik Albert Christensen, och fick sitt nu gällande namn av H.M.Liu, Hovenkamp och H.Schneid. Arthropteris paucivenia ingår i släktet Arthropteris och familjen Nephrolepidaceae. Inga underarter finns listade.